# تشارلز دانيال فيريس
تشارلز دانيال فيريس (بالإنجليزية: Charles D. Ferris)‏ هو سياسي أمريكي، ولد في 1933. حزبياً، نشط في الحزب الديمقراطي.